# نوكيا 7650
نوكيا 7650 هو أحد أجهزة نوكيا، شركة الهواتف والتقنية النقالة. يأتي هذا الجهاز مع شاشة نوعها 176 * 208 12-بت (4096) لون. تم إصدار هذا الجهاز في 2002. أما بالنسبة لوضعية إنتاجه الحالية فلم يعد يتم إنتاجه. تقنيته/تردده هي النظام العالمي للإتصالات المتنقلة. جيل الجهاز هو واتش دوغز 2. عامل الشكل (التصميم) للجهاز هو "منزلق.